# Türkische Leichtathletik-Hallenmeisterschaften 2022
Die Türkischen Leichtathletik-Hallenmeisterschaften 2022 wurden vom 25. bis zum 27. Februar in der Ataköy Athletics Arena in Istanbul ausgetragen. 

## Medaillengewinner

### Männer
| Disziplin      | Gold                 | Leistung       | Silber            | Leistung       | Bronze                  | Leistung       |
| -------------- | -------------------- | -------------- | ----------------- | -------------- | ----------------------- | -------------- |
| 60 m           | Kayhan Özer          | 6,67 s =PB     | Mustafa Kemal Ay  | 6,75 s PB      | Aykut Ay                | 6,82 s         |
| 200 m          | Oğuz Uyar            | 21,42 s SB     | Batuhan Altıntaş  | 21,46 s SB     | Yusuf Celâl Bal         | 22,34 s        |
| 400 m          | İsmail Nezir         | 47,34 s PB     | Oğuzhan Kaya      | 47,61 s PB     | Muhammet Avcıoğlu       | 48,87 s PB     |
| 800 m          | Salih Teksöz         | 1:51,87 min SB | Tamer Sakar       | 1:52,20 min PB | Abdullah Özdemir        | 1:52,76 min SB |
| 1500 m         | Mehmet Çelik         | 3:44,98 min PB | Murat Emektar     | 3:48,58 min PB | Salih Teksöz            | 3:49,43 min PB |
| 3000 m         | Murat Emektar        | 8:11,61 min PB | Mehmet Çelik      | 8:11,87 min PB | Ayetullah Aslanhan      | 8:11,95 min PB |
| 60 m Hürden    | Furkan Aktaş         | 7,93 s         | Atakan Güneş      | 8,15 s PB      | Doğukan Kilcioğlu       | 8,22 s SB      |
| Hochsprung     | Metin Doğu           | 2,06 m SB      | Özgür Atasoy      | 2,06 m PB      | Eyüp Sabri Aydın        | 2,03 m PB      |
| Stabhochsprung | Zeki Cem Tenekebüken | 5,21 m PB      | Erdem Tilki       | 4,80 m         | Mustafa Berkay Gürmerıc | 4,80 m         |
| Weitsprung     | Muammer Demir        | 7,55 m         | Emre Dalkiran     | 7,49 m SB      | Hüseyin Ocak            | 7,40 m         |
| Dreisprung     | Batuhan Çakır        | 15,41 m PB     | Ali Çolak         | 15,24 m PB     | Halil Oğurlu            | 14,53 m        |
| Kugelstoßen    | Nuh Bolat            | 17,96 m PB     | Hasan Saygi       | 17,05 m PB     | Samet Kutlu             | 16,60 m        |
| Siebenkampf    | Ömer Faruk Çanakçı   | 5524 Punkte PB | Batuhan Arda Erol | 4566 Punkte PB |                         |                |

### Frauen
| Disziplin      | Gold                 | Leistung       | Silber                | Leistung       | Bronze               | Leistung       |
| -------------- | -------------------- | -------------- | --------------------- | -------------- | -------------------- | -------------- |
| 60 m           | Simay Özçiftçi       | 7,55 s         | Melike Malkoc         | 7,56 s         | Zülha Armutçu        | 7,63 s SB      |
| 200 m          | Zülha Armutçu        | 24,53 s PB     | Sıla Koloğlu          | 25,16 s        | Eda Nur Tulum        | 25,55 s        |
| 400 m          | Nevin İnce           | 55,44 s PB     | Ecem Ece              | 55,76 s PB     | Pınar Gülseren       | 57,38 s PB     |
| 800 m          | Tuğba Toptaş         | 2:06,11 min PB | Şilan Ayyıldız        | 2:06,31 min PB | Damla Çelik          | 2:09,51 min PB |
| 1500 m         | Şilan Ayyıldız       | 4:23,57 min PB | Emine Hatun Mechaal   | 4:24,76 min    | Tuğba Toptaş         | 4:25,66 min PB |
| 3000 m         | Emine Hatun Mechaal  | 9:19,37 min    | Özlem Alıcı           | 9:23,85 min PB | Damla Çelik          | 9:26,73 min    |
| 60 m Hürden    | Özge Soylu-Can       | 8,39 s         | Beyzanur Yavuz        | 8,67 s PB      | Nihan Akman          | 8,99 s         |
| Hochsprung     | Buse Savaşkan        | 1,82 m         | Merve Menekşe         | 1,79 m SB      | Esmanur Alkaç        | 1,76 m SB      |
| Stabhochsprung | Demet Parlak         | 4,25 m SB      | Buse Arıkazan         | 4,20 m         | Beyza Baş            | 3,70 m PB      |
| Weitsprung     | Gizem Akgöz          | 6,04 m         | Yasemin Zehra Börekçi | 5,87 m PB      | Hayriye Nur Ari      | 5,77 m PB      |
| Dreisprung     | Tuğba Danışmaz       | 13,66 m        | Gizem Akgöz           | 12,76 m        | Kadriye Dilek Durmuş | 11,89 m        |
| Kugelstoßen    | Pınar Akyol          | 16,98 m        | Aysel Yılmaz          | 15,58 m PB     | Eda Yildirim         | 12,51 m PB     |
| Fünfkampf      | Emine Selda Kırdemir | 3482 Punkte    | Serife Uysal          | 3302 Punkte PB | İpek Melisa Manco    | 3208 Punkte PB |